# アスコム (出版社)
株式会社アスコムは東京都港区に本社を置く総合出版社。

## 概要
1996年8月にIT関連企業・アスキーの関連会社として設立。2002年にアスキー・コミュニケーションズとして独立、2003年に現社名に変更。ビジネス本、有名人の責任編集本がヒットしたが、2008年2月20日に事業停止。同年3月10日、負債総額15億6000万円で東京地裁に民事再生法の適用を申請。同年7月29日に再生計画認可決定、8月26日確定した（2008年9月10日発行「夕刊フジ」より）。
刊行ジャンルは、ビジネス書・経済書、美容・健康書、語学書、子育て書、NHKを中心とするテレビ番組関連書など。NHKとの資本関係はないものの、人気番組と提携した雑誌を刊行していた。また田原総一朗、松山千春、石川遼などの話題の人を雑誌にする企画も刊行。
近年、ベストセラーになる本も多い。2013年に近藤誠著『医者に殺されない47の心得』がミリオンセラーを達成。翌2014年には『長生きしたけりゃふくらはぎをもみなさい』がミリオンセラーを達成している。

## 沿革
- 1996年
  - 8月2日[1] - 株式会社アスキーが株式会社ダイレクトを設立
  - 11月 - インターネット上での実験販売を実施[2]
- 1998年
  - 11月 - 株式会社アスキーからオンラインショップ「ASCII Rapid Commerce Service（アスキー・ラピッド・コマース）」の運営権を移管[3]
  - 12月 - 株式会社アスキーイーシーに社名変更
- 1999年
  - 4月 - ドリームキャスト関連商品の直販サイト「ドリームキャストダイレクト」開始[4]
  - 9月 - メディア統合型ECサイト「e-sekai」オープン[5]
  - 10月 - インターネット・ドラマ 「グラウエンの鳥籠」放映開始[6]
- 2002年
  - 5月 - 全ての事業を株式会社オン・ザ・エッヂに譲渡[7]
  - 7月 - 株式会社アスキーの一般書籍編集部門（第4編集局）が分社化され、麹町に株式会社アスキー・コミュニケーションズに社名変更[8][9]
- 2001年
  - 2月 - ファーストサーバ株式会社と、汎用JPドメイン名登録サービス「NAME24」開始[10]
  - 7月 - ECサイト「アスキーストア」オープン
- 2003年6月 - 株式会社アスコムに社名変更。雑誌「NHKためしてガッテン」を創刊。
- 2005年 - 雑誌「NHK英語でしゃべらナイト」を創刊。
- 2006年 - 雑誌「できる子は10歳までに作られる」を創刊。
- 2008年
  - 2月20日 - 事業活動を完全に停止。全従業員を解雇。これに伴い、「NHKためしてガッテン」が主婦と生活社に、「NHK英語でしゃべらナイト」が主婦の友社に移籍。ただしNHK関連の単行本の刊行は継続。
  - 3月10日 - 16億円の負債で東京地方裁判所に民事再生法を申請[11]
  - 4月 - マックス・インターナショナル株式会社が再建スポンサーとなる[12]。
  - 7月 - オフィスを麹町から東京都港区愛宕1丁目に移転。
- 2009年5月 - 民事再生終了。
- 2009年 - 「クワバタのくびれダイエット」「今日の風、何色?」「のぶカンタービレ!」などがベストセラーに。「月刊　石川遼」創刊。
- 2010年 - 「残念な人の仕事の習慣」「絶対こうなる！日本経済」「のび太という生きかた」などがベストセラーに。
- 2011年 - 「ルフィの仲間力」「松岡修造の人生を変える83の言葉」などがベストセラーに。
- 2012年 - 「日本人のちょっとヘンな英語」「たまねぎ氷健康法」「英会話の9割は中学英語で通用する」などがベストセラーに
- 2013年 - 「医者に殺されない47の心得」がベストセラーに
- 2017年3月 - 本社を東京都港区西新橋2丁目に移転。
- 2024年2月14日 - 日本創発グループが親会社となる[1][13]。

## 刊行物
- NHKためしてガッテン - 雑誌は民事再生に伴い主婦と生活社に移籍。関連本の刊行は継続。
- NHK英語でしゃべらナイト - 雑誌は民事再生に伴い主婦の友社に移籍。関連本の刊行は継続。
- NHK生活ほっとモーニングシリーズ
- NHKきょうの健康シリーズ
- できる子は10歳までに作られる
- オフレコ! - 田原総一朗責任編集の雑誌。
- 月刊松山 捨石 - 松山千春責任編集の雑誌。アミューズブックス（2003年事業停止）より移籍。
- 月刊石川遼 - 石川遼責任編集の雑誌。現在はマガジンハウスに移籍。
- 野口悠紀雄　『「超」整理手帳』 - 現在は講談社に移籍。
- アスコムBOOKS
  - アスコム健康BOOKS

## 講師のマネジメント
- 野田あすか[14]